# ケイル・ブラウン
ケイル・ブラウン（Kale Browne、1950年6月16日 - ）は、アメリカ合衆国の俳優。

## 出演作品
- LAW & ORDER　ロー＆オーダー シーズン19
- WITHOUT A TRACE ファイナル・シーズン
- コールドケース4
- あなたに逢えるその日まで…
- ドラゴンチェイサー